# Grotellaforma lactea
Grotellaforma lactea là một loài bướm đêm trong họ Noctuidae.